# 希島あいり
希島 あいり（きじま あいり、1988年〈昭和63年〉12月24日 - ）は、日本のAV女優、歌手、タレント。インフルエンサー。元グラビアアイドル、元モデル。愛称はきじー。Duoエンターテイメント所属。

## 略歴

### タレント・モデル時代
デビュー前は美容師の仕事をしていた。23歳で退職し、2011年よりモデルを中心に活動。
2012年10月7日、恵比寿マスカッツ9期生として番組に加入。恵比寿マスカッツ最後の新規加入メンバーとなる。スレンダー不足のため新メンバーで補給するという位置づけから、番組内のキャッチフレーズも「B85 W58 H87」「スレンダーの国からこんにちは」と体型に関係したものが多かった。2013年4月7日、恵比寿マスカッツ解散。2013年5月11日、所属事務所内ユニット「きっす。」メンバーに加入。

### AVデビュー、歌手としてソロ活動開始
2013年7月1日、同年8月1日にアイデアポケットからのAVデビューを発表。
2015年2月4日、Milky Pop Generationより「君へ届け」で歌手デビュー。2016年2月3日、初のアルバム『DIARY』を発売。
2016年4月1日、アタッカーズへの移籍を発表。
2017年3月5日、初のワンマンライブ『#KIJIMANIA★vol.1』をJ-SQUARE SHINAGAWAにて開催。
2017年10月4日、2ndシングル「Scarlet」発売。
2017年12月13日、マドンナへ移籍。
2018年4月1日、2ndワンマンライブ『#Kijimania vol.2』を初台DOORSにて開催。
2018年6月、マドンナから溜池ゴローへ移籍。
2018年8月、ソロアイドルとしてTOKYO IDOL FESTIVALに出演。
2018年8月30日、デビュー5周年写真集プロジェクトとしてクラウドファンディングにて写真集を製作することを発表。クラウドファンディングは10月29日から12月23日まで実施され、目標金額3,000,000円のところ支援総額8,513,777円が集まり、写真集制作と写真展開催が決定。
2019年4月17日から、ギャラリー・ルデコ（LE DECO）にて「希島あいり×福島裕二写真展」開催。21日までの5日間を予定していたが、28日までの12日間開催に延長された。
2019年5月26日、3rdワンマンライブ『#Kijimania vol.3』を初台DOORSにて開催。
11月19日（いい熟女の日）に合わせて、2019年11月、「アダルトビデオ人妻熟女キャンペーン」のイメージガールに抜擢された。
2020年より専属先を移籍し、マドンナおよびアイデアポケットのＷ専属となる。同年3月31日配信『恵比寿マスカッツ 真夜中の運動会』（AbemaTV）において、恵比寿マスカッツへの再加入を発表。加入理由を「初代の時は半年間しかいられなくて」「成長した姿を見せたい」と述べた。
2021年からはアイデアポケットとプレミアムのW専属となる
2022年8月13日、恵比寿ガーデンホールにて行われた「第2世代恵比寿マスカッツ真夏の卒業式」をもって恵比寿マスカッツを卒業（メンバー全員が卒業する事実上の解散）。
2022年頃、プレミアムからアタッカーズに移籍した。
2022年9月13日、14日に東京・原宿RUIDOで行われた「ミルジェネ10周年記念LIVE Sweet Memories」に歌手として出演。同年12月1日、DMM GAMES「クリムゾン妖魔大戦 新キャラクター声優公開オーディション」にエントリーし、ファン投票による1次選考を1位通過、2023年2月の2次選考もファン投票1位で合格し「黒羽みつ」役に決定。声優デビューを果たした。
2023年5月に発表されたアサヒ芸能「2023現役AV女優SEXY総選挙」第17位。
2023年6月21日、コロナ禍の影響で延期になっていた（2020年4月に開催予定であった）4thワンマンライブ『#KIJIMANIA vol.4』を東京・初台TheDOORSにて開催。
2023年8月8日から20日まで、渋谷ギャラリー・ルデコにて、10周年を記念した写真展『希島あいり×福島裕二写真展』を開催。写真展の初日にTwitterフォロワーが100万人を突破した。また10月25日に東京・池袋LIVE INN ROSAで開催の音楽ライブ「楽演祭vol.27」に出演。トリを務めた。12月5日には「希島あいりBirthday LIVE 2023」を東京・世田谷GEMINI Theaterにて開催した。
2024年3月4日から4月26日まで開催のFANZAのキャンペーン企画『春のパンツまつり2024』のキャンペーンガール（全5名の内の1人）に就任。また3月28日には、ワンマンライブ『月で逢いましょう vol.89』を東京・三軒茶屋グレープフルーツムーンにて開催。
2024年5月発売『アサヒ芸能』発表「2024現役AV女優セクシー総選挙」において総合19位となる。
2024年7月18日、ワンマンライブ『月で逢いましょう vol.98』を東京・三軒茶屋グレープフルーツムーンにて開催。ZARD「揺れる想い」のカバーやオリジナル曲「記憶の糸」などを披露した。
2024年10月21日週FANZA通販ランキングで『寝取らせ串刺し輪● 愛する妻を深奥まで犯し尽くして下さい―。 希島あいり』（マドンナ）が初登場9位。
同年12月20日、翌年8月でのAV女優卒業を発表。同日配信の「極楽とんぼ山本圭壱 けいちょんチャンネル」では山本、市川まさみ、鈴木工務店らが最後の撮影に密着した。
2025年3月25日週FANZA通販フロアランキングにて、イメージビデオ『Airi3 Graduation-Film Version-』（REbecca）がDVD版が初登場9位、Blu-ray版が同8位にランクイン。
2025年3月27日、東京・青山RizMで開催された音楽イベント『LADY MADONNA Vol.18』に出演。同年4月度FANZA通販フロア女優ランキング6位。
同年6月25日、東京・池袋Live inn ROSAにて「楽演祭vol.37～ありがとうSP～」に出演。
同年6月30日週FANZA通販フロアランキングにて、AV引退作『-引退- FINAL IMPRESSION 希島あいりの魅力を凝縮した至高のラストコンテンツ3時間スペシャル』が初登場7位となる。
同年7月31日、初台DOORSにて「希島あいり卒業記念ワンマンライブ」開催。

## 人物
趣味は読書と料理。特技はダンス、バスケット。好きな作家は東野圭吾。好きなマンガは『僕等がいた』、『北斗の拳』。好きな料理はお肉、お寿司、ラーメン。長所は、真面目、負けず嫌い。短所は、マイペース、どんくさい、寂しがり屋、泣き虫。
歌手活動ではオリジナル曲16曲のうち10曲の作詞を手掛け、作曲もしている。ソロ活動を始めた2015年からは中島みゆきに憧れ、アコースティックギターの演奏もしている（所有ギターも中島と同じヤマハCPX1000）。エンドースメント契約したダンエレクトロも保有している。
得意技はお寿司型騎乗位（密着スライドピストン騎乗位）と、リズミカルかつ回転運動が加わったグラインド騎乗位。ライターのくろがね阿礼はこのテクニックに「ローリング希島スペシャル」と名付けた。AV出演本数は12年間で201本。出演ギャランティーはデビュー作が一番高額だったと明かしている。

## 作品

### アダルトDVD

#### アイデアポケット
2013年
- FIRST IMPRESSION 71 希島あいり（8月1日）※Blu-ray版同時発売
- 初顔射解禁 希島あいり人生初の顔面発射（9月2日）※Blu-ray版同時発売
- 3P解禁 もちろん人生初ですよ! 希島あいり（10月1日
- 制服美少女4本番 希島あいり（11月2日）※Blu-ray版同時発売
- 希島あいりの濃厚な接吻とSEX（12月1日）

2014年
- 僕とあいりの甘～い性活 希島あいり（1月1日）
- あいり先生の誘惑授業 希島あいり（2月1日）
- スプラッシュSEX あいりの大量潮噴き 希島あいり（3月1日）※Blu-ray版同時発売
- 彼女の姉貴とイケナイ関係 希島あいり（4月1日）
- 希島あいりとヴァーチャルデート（5月1日）
- おもらし清純ナースの失禁看護 希島あいり（6月1日）
- BEACHY VENUS 希志あいの 希島あいり 希美まゆ（7月1日） - 共演：希志あいの、希美まゆ ※AV OPEN2014スーパーヘビー級エントリー作品
- 希島あいり PREMIUM BOX8時間　（8月1日）※単体ベスト作品/Blu-ray版同時発売
- 究極の尻フェリマニアックス 超豪華240分スペシャル! 希島あいり（9月1日）
- 世界最高級ソープへようこそ 希島あいり（10月1日）
- 壮絶なるノーカットSEX 衝撃の240分 希島あいり（11月2日）
- 美人図書館員の消したい過去 希島あいり（12月1日）

2015年
- 夫の目の前で犯されて（1月1日）
- ノーパンノーブラ女子大生の大量潮噴きSEX 清純お嬢さんのハレンチキャンパスライフ（2月1日）
- 限界ギリギリ大量潮噴きアクメ 怒涛の160分SPECIAL（3月1日）
- ハメられた新人美女RQ 断り切れず枕営業を虐げられる美裸体（4月1日）
- DIGITAL CHANNEL DC128（5月1日）
- 希島あいりの激量潮噴きスペシャル 前代未聞のスプラッシュ大噴射祭8時間!（5月19日）
- 『クビにしないでください… 私はあなたに服従致します 』 美人秘書の痴態（6月1日）
- デリバリーSEX アナタの自宅に希島あいりをお届けします（7月1日）
- 女子マネージャーは部員達の性処理玩具（8月1日）
- 失禁潮噴きメイ奴隷 旦那様、イケナイあいりを叱って下さい!（9月1日）
- あいりん 希島あいり SWEETBOX 8時間（10月1日）※単体ベスト作品
- タイトスカート塾講師 美脚美女の危険なお誘い（11月2日）
- クレームを言えば誰でもヌイてくれるとネットで炎上した居酒屋店員（12月1日）

2016年
- いきなりSEX　えっ？今ここでですか？（1月1日）
- 山ガールあいりとお外でゲームしちゃお（2月1日）
- 集団行動に遭った希島あいり（本人） 震撼!驚愕!度肝を抜かれる衝撃作品!解禁!（3月1日）
- 酔うとオンナはシタくなる（4月1日）
- フェラだけでタコせてあげる 希島あいりのフェラチオ8時間SPECIAL（7月19日）※単体ベスト作品
- 偉大なる四大勢力! 希軍団 BEST 8時間 『希』の名を持つ女神4人のいいとこ!抜きどころ!お勧めシーン厳選収録!（8月19日）※希志あいの、希崎ジェシカ、希美まゆとの連名ベスト作品

2020年
- 射精しても射精してもチ○ポを抜いてくれない絶倫お姉さんの追撃中出し騎乗位ピストン 希島あいり（2月14日）
- 素股になると防御力ゼロになるイクイク風俗嬢 希島あいり（3月13日）[44]
- パンストマニアの標的になった美脚女教師 股下85cm! ハリある太もも! 狂気的ストーカーの粘着孕ませ性交（4月13日）
- 出張先相部屋NTR　絶倫の部下に一晩中何度も中出しされた美人女上司（5月13日）
- 絶頂93回! 大痙攣109回! 潮吹き9800cc! エロス極限突破トランス絶頂FUCK（6月13日）
- 中出しOK淫語と汗蒸しパンチラで女上司に誘惑されっぱなしのボク（8月13日）
- 「終電ないなら、ウチ来なよ?」 僕の恋人が家で待ってるのに、終電を逃がし憧れの美人女上司の家に泊まる流れに… ノーパンノーブラ部屋着に興奮した絶倫のボクは一晩中ヤりまくった。。。（9月13日）
- 同窓会レ×プ キミはボクだけのもの… ボクの子を孕んだら他の男との結婚をあきらめてくれるよね（10月13日）
- 愛する夫のためにヌードモデルになった美人妻 羞恥にしたたる背徳の愛液（11月13日）
- 丁寧淫語で優しく焦らすランジェリー回春痴女エステ 射精するまで帰さない（12月13日）

2021年
- 希島あいり 素顔のセックス 「10年ぶりに私に彼氏ができたらこんなエッチがしたい」から始まった台本無し演出無し… 男優と二人きりで撮影した卑猥すぎプライベート映像（1月13日）
- 「最悪、私に触れないで…」 形勢逆転! 即尺デリヘル呼んだら、会社のいじわるな女上司だった。 ムカツク女に性裁を! ストレス発散ピストン炸裂!!（2月13日）
- 微笑みながら優しく腰振る希島先輩の年下喰い性交（4月13日）
- 死ぬほど大嫌いな上司と出張先の温泉旅館でまさかの相部屋に… 醜い絶倫おやじに何度も何度もイカされ中出しされてしまった私。（5月13日）
- 目の前に妻がいる僕にささやき淫語誘惑してくる働く痴女お姉さん ず～っとアナタ目線 & 臨場感たっぷりバイノーラル録音!（6月13日）
- GO TO オナニー!! ステイホームで一人でシコシコより相互オナニーで一緒にイキませんか!? 「一緒にHしよ」（7月13日）
- 壁一枚隔てた隣の部屋で知らぬ間に絶倫隣人に何度も何度も種付けレ×プされていたボクの愛妻（8月13日）
- 農業転職NTR ド田舎へ移住した夏…新婚夫婦を狙った絶倫村長にハメられ汗だく性交 愛する夫のためにエロくゲスい共存共栄を受け入れる若妻（9月14日）
- 美人家庭教師あいり先生の接吻レクチャー個人レッスン ヨダレまみれの誘惑ベロキス中出しSEX（10月12日）
- 大好きな婚約者の兄は、昔私を犯し続けた粘着ストーカーだった（11月9日）
- ▲We are ideapocket! アイポケキャンペーンSpecial DVD!（11月11日）※アイデアポケット専属女優15名の撮りおろしオムニバス作品。
- 社長室で妻が勤務中に中出しされてるんです… 「お前は俺が独占する…」大嫌いな社長に嫌々ねっとり接吻と連日連夜中出し人妻秘書 社長は異常性欲者。（12月14日）

2022年
- 携帯ナースコールで24時間口内射精OK! 即尺超好きおしゃぶり痴女ナース（1月11日）
- 下級クズ親子に犯され堕ちた上級国民肉便器妻 愛する息子の前で何度も何度もイカされ中出しされてしまったワタシ。（2月8日）
- あの頃はなんとも思わなかった幼馴染のパンチラがエロ美しくて… ～再会したあいりの人妻パンツに心奪われた週末2日間の純愛不倫～ 大人純愛ドラマ! 人妻 × 不倫 × 幼馴染 鉄板シチュエーション!（4月5日）
- 遠距離恋愛の彼女と半年ぶりの再会__。 想いを募らせ続けたボクらは限られた時間の中で激しく求め合い何度も何度も中出しセックスした。（4月12日）
- チェックアウトまでの時短性交 美人ホテルスタッフを口説き手を出してしまいました…（5月10日）
- あなたが家を空ける朝から晩、お義父さんのベロ舐め舌技にイカされ続け…（6月14日）
- 身代わり肉便器 射精しても射精しても終わらない絶倫極道オヤジとの10日間孕ませ監禁生活（7月12日）
- エロ曝け出すハメ撮りSEX! 結婚したい女優No.1希島あいりと過ごす　リまくり温泉旅行ドキュメント!（8月9日）
- 「ホテルで休憩しよっか?」 新入社員歓迎会で酔いつぶれた僕が会社の受付嬢に逆お持ち帰りされ朝まで精子搾り抜かれた一夜。（9月13日）
- きっと妻は職場のインターン生と不倫しているー。（10月11日）
- 夏の終わりの汗だく中出し性交 人妻になったお従姉ちゃんの無防備な色気にボクは理性を抑えられず…。（12月13日）

2023年
- ロングスカートの中で旦那の同僚をこっそり逆NTR バレたら終わるドキドキ連続エッチ!（1月10日）
- ≪完全ヴァーチャル≫ 五感ビンビン制圧　包み込むASMRシコシコ凄テクオナサポ（3月14日）
- 美しき未亡人 裏切りの孕ませレ×プ 夫の遺影の前でクズ同僚に何度も何度もイカされ中出しされてしまった私（4月11日）
- 羽をもがれたキャビンアテンダントは強欲成金おやじの性奴隷 全編制服着衣美脚SEX! 完全ドS調教　俺色に染めるアクメ洗脳!!（5月9日）
- 利尿剤を飲まされガマンできず生徒の前で何度も失禁アクメする美人女教師 美脚を震わせ太もも濡らす恥じらいのガクブル強制おもらし輪姦（6月13日）
- 「お前のフェラ最高だったんだよなぁ…」 今じゃ大嫌いな元カレと偶然の再会…　口腔NTR (7月11日)
- 超問題作解禁!! 家庭訪問先のゴミ部屋親父に媚薬キメセクかまされイカされ続けた潔癖クソ真面目女教師（8月8日）
- 希島あいり10th Anniversary 10年間の全てを出し尽くして最高の筆下ろし叶えます（9月12日）
- 人妻自宅エステサロン 醜いゲス隣人の絶倫チ〇ポで何度もイカされ中出しされてしまった美人エステティシャン（10月10日）
- 即勃たせてくれるアゲまん 呼べば即舐め 絶倫フェラチオが～るふれんど。 口中出し9連発!!（11月14日）
- 媚薬中毒おじさん患者との濃密接吻でち〇ぽ堕ちした清楚ナース（12月12日）

2024年
- 生ハメ底辺ソープに堕とされた社長令嬢妻 汚らわしい男達に肉体奉仕を強要され何度も中出しされてしまったワタシ。（1月9日）
- ≪爆ヌキ×鬼どぴゅ!?≫  ―シン・ルーインドオーガズムー（3月12日）
- 「今日だけは奥さんのことを忘れて…」 一年ぶりに再会した愛人と1秒たりとも惜しまずヤリたい放題した出張先の休日（4月9日）
- いきつけ美人スナックのママは常連限定1日1人閉店後1時間だけの時短生ハメSEX（5月14日）
- 大好きな姉の突然の結婚… 怒りと嫉妬に狂ってクズ化した僕は結婚式までの数日間、姉を僕専用の性処理ペットにしてやった! 希島あいり（6月11日）
- 隣人変態野郎に媚薬拉致監禁…美人姉妹ぶっ飛びキメセク肉穴便器化… さくらわかな 希島あいり（6月11日）- 共演：さくらわかな
- サークル女子を食い飽きたFランイベサーの暇つぶしでレ×プの標的にされた大学事務員 希島さん（7月9日）
- 相撲部屋の美人女将が性欲旺盛な力士たちに圧迫種付けプレスされ続ける日常。 （8月13日）
- 婚約者を腹上死させてしまい抜け殻のようなあいりさんと何度も何度も最低なヤケクソ中出しセックスをしたあの日…（9月10日）
- 元教師の義母が家庭教師になってボクのやる気を上げるためにチ〇ポをしゃぶってくれるし、中出しの約束まで…（10月8日）
- 群がれ！！ 港区の高級タワマンに越してきた抜群の美人妻を皆でシェアNTR 【閲覧注意】完全寝取られ映像。タワマンの一室で無限中出しリレー！！（11月12日）
- 引きこもり訪問支援 圧倒的母性で汚チン〇ンを性サポート ゴミ屋敷の見るに堪えない大量シコティッシュに見かねて性処理してくれる優しい介護士さん！（12月10日）

2025年
- 最近調子に乗ってる仲間の彼女に酒と眠剤飲ませて思う存分、眠姦レ×プした後…彼氏の前でトドメの媚薬キメセク孕ませ輪●！ （1月14日）

#### アタッカーズ
2016年
- あなた、許して…。過ちに濡れて （4月7日）
- 声を出せない私 11 暴虐の校内凌辱（5月7日）
- 輪姦調教 犯されて淫らに堕ちて…（6月7日）
- 監禁奴隷調教 家畜にされた女（7月7日）- 共演:青葉優香、あやね遥菜
- 弁護士 桐島鏡子 罪深き快感の虜（8月7日）
- 犯される度に美しく（9月7日）
- 週末奴隷の女（10月7日）
- 未亡人の柔肌10（11月13日）
- 怪盗女蝶2（12月19日）- 共演:なごみ

2017年
- 奴隷ソープに堕とされた女教師11（1月19日）
- 脱獄者（2月25日）
- 完全屈服暴姦2（3月25日）
- 人妻ホームヘルパー 服従の性奉仕2（4月25日）
- 輪姦レイプルーム 2（5月25日）
- 復讐凌辱 壺に堕とされた女2（6月19日）
- 奴隷色の女性記者 2（7月25日）
- オフィスレディの湿ったパンスト（9月7日）
- 理不尽な性欲に溺れて。（10月1日）
- 賞金稼ぎの女（11月1日）
- 高飛車女社長 下克上輪姦（11月25日）

2018年
- ATTACKERS PRESENTS THE BEST OF 希島あいり（3月7日） ※単体ベスト作品

2019年
- ATTACKERS PRESENTS THE BEST OF 希島あいり 2（1月7日） ※単体ベスト作品

2020年
- 禁じられた背徳姦5 若過ぎた義理の母 (12月7日)
- ATTACKERS 女優名鑑 希島あいり　14時間 (6月7日) ※単体ベスト作品

2021年
- 妻が不在の数日間、狂ったように義姉を犯し続けた生々しい記録映像。 (10月5日)
- 週末限定、夫婦交換（11月2日）
- 舐め犯された社長室（12月7日）

2022年
- 無類の女好きで超絶倫、義父の濃厚種付けセックス。（1月4日）
- 遠距離恋愛中の彼女がいるのに、憧れの女上司とセックスに溺れてしまった。（2月1日）
- あの美術の先生が僕らのチ○ポをこんなに下品にしゃぶってくれるなんて夢みたいだ（7月5日）
- 妻が極道の男に半年間、毎日中出しされていたなんて知らなかった。（8月2日）
- 義父に10秒だけの約束で挿入を許したら…相性抜群過ぎて絶頂してしまった私。（9月6日）
- 義父の接吻と全身愛撫に堕ちた人妻（10月4日）
- 出張先で終電を逃して大嫌いなセクハラ部長とまさかの相部屋。朝までイカされ続けてしまった私。（11月1日）
- 新婚の美里先生は校内一、問題児の性玩具をさせられている。（12月6日）

2023年
- 美し過ぎるフェラ顔クイーン 希島あいりのフェラチオ口内射精シーンのみ集めた究極220分BEST（2月7日）※単体ベスト作品
- 人妻女上司の無防備に透けて見えるTバックに僕の理性は狂ってしまった。（3月7日）
- 毎週木曜日、僕は合鍵を使って人妻とセックスに溺れた。（4月4日）
- 姉ちゃんがセックスした金で食わせてもらってます。（6月6日）
- お前が負けたら奥さんとセックスさせろよ。 中出し寝取られゲーム（7月4日）
- 大嫌いなセクハラ上司のデカチンにイカされ続けた恥辱のエステティシャン（8月1日）
- 人妻秘書と出張先のホテルで濃厚不倫セックスに溺れた。（9月5日）
- 僕の妻はどうやら昔、調教されていたらしい。（10月3日）
- いつも定時で帰ってくる妻が今日は残業すると言って朝まで帰ってこなかった。深夜残業NTR（11月7日）
- 兄貴と喧嘩した義姉が一晩だけ泊めて欲しいと言って、ノーブラで僕を無防備誘惑。（12月5日）

2024年
- 「種が無くてもずっと一緒にいようね」と言っていた妻が、妊娠したから別れて欲しいと言ってきた。（1月2日）
- 軽蔑していた義父に望まない妊娠をさせられた人妻（2月6日）
- 先生、卒業したら僕とデートしてくれませんか。（3月5日）
- 夫婦喧嘩して家を出ていった妻がママ友に誘われた合コンで大学生に寝取られていた。（4月2日）
- ATTACKERS 女優名鑑 希島あいり2 15時間（6月4日）※単体ベスト作品

#### プレミアム
2021年
- 妻と倦怠期中のボクは義姉の誘惑に負けて何度も、何度も、中出しをしてしまった…（1月7日）
- 唇と乳首でつながって。〜希島先生にベロキス乳首いじりをされ続けた秘密の日々。〜（2月7日）
- 綺麗なお姉さんがチ〇ポバカになるまでヌイてくれる種搾りメンズエステ（4月7日）
- あいり(幼なじみ)からの1日中射精させる気まんまんの本気おしゃぶり告白でフェラの虜にされたボク…。（5月7日）
- いじわる囁き淫語で痴女ってくる社長秘書パワハラ中出しさせられた平社員の僕（6月7日）
- 都合の良い女上司。オレのチ○ポの虜でいいなり希島部長と相部屋でヤリまくり出張不倫旅行（7月7日）
- 愛人（あいり）と温泉中出し不倫妻が出張で不在の二日間（8月7日）
- 恥知らずな義姉さん。ノーパンノーブラで暮らす美人兄嫁とあの日から何度も中出しセックスしている…。（9月21日）

2022年
- 痴女3姉妹の執事になって365日痴女られ中出しさせられ続けているボク。 -プレミアム専属ハーレムSPECIAL- 希島あいり 山岸逢花 星奈あい（1月18日）
- 希島あいり　新境地開拓。大人気作品を大量収録! プレミアム12時間SPECIAL BEST 大ボリューム31コーナー21本番（2月15日）※単体ベスト作品
- 都合の良い人妻セフレ。-バイト先の年下男子との中出しセックスの虜になってしまったワタシ…。-（2月15日）
- 目が覚めたらラブホで女社長と二人きり…　酔って動けない新婚の僕にまたがり朝まで巣ごもり寝取り中出し。（3月15日）
- メモリアルヌードを撮るだけのはずが…カメラマンに心も股間も濡らされ、中出しまで許してしまったワタシ…（4月19日）
- 義姉が一週間、僕専用の性処理メイドになった。（5月17日）

#### マドンナ
2017年
- 妻が淫らに輝くとき…。（12月13日）

2018年
- これが私の昼の顔（2月1日）
- 夫は知らない　〜私の淫らな欲望と秘密〜（2月19日）
- 毎朝ゴミ出し場ですれ違う浮きブラ奥さん（3月25日）
- 人妻秘書痴漢電車 〜服従に濡れる通勤淫行〜（4月13日）
- 丸ごと!希島あいり8時間 〜みんなにあいされるスレンダー美熟女待望のマドンナ初ベスト!!〜（7月7日）※女優ベスト作品

2020年
- 専属再び―。第一弾!! NTRの巨匠ながえ×希島あいり 交換夫婦NTR 窓越しに目撃した妻と友人の衝撃的浮気映像（1月25日）
- 母の友人（2月25日）
- マドンナ専属!! 希島あいりの熱く蕩ける発情交尾!! 密着セックス ～裏切られた心の隙間を埋め合う情愛性交～（3月25）
- 地元へ帰省した三日間、人妻になっていた幼馴染のお姉さんと時を忘れて愛し合った記録―。（4月25日）
- 寝室の顔面シャワー 夫婦のベッドの上で汚れた精液に酔う美顔妻―。 (5月25日)
- 圧倒的屈辱の寝取られ劇!! 義父NTR 俺の出張中に…嫁が大嫌いな義父に寝取られて一部始終が納められたその衝撃映像がこれだった…。（6月25日）
- 夫の上司に犯され続けて7日目、私は理性を失った…。（8月25日）
- マドンナ専属 希島あいり初熟れコミ!! 原作・Iris art 佐々木夏美の子宮が堕ちた日（9月25日）
- 2泊3日の社員旅行中、居残りを命じられた僕は、憧れの受付嬢と二人きり…。（10月25日）

2021年
- 希島あいり The Complete Best 4枚組 16時間 (1月25日) ※単体ベスト作品

2024年
- 気品溢れる存・在・感!! 希島あいり専属再び 甘い囁きに流されるまま、僕は大学を留年するまで、人妻との巣篭もりSEXに溺れて…。（5月28日）
- 夫と子作りSEXをした後はいつも義父に中出しされ続けています…。 希島あいり（6月25日）
- 卒業式の後に… 大人になった君へ義母からの贈り物―。 希島あいり（7月23日）
- ストリップ劇場で舞う人妻（8月27日）
- 部下の副業 地味メガネOLの本性は 癒しとご奉仕の発射無制限中出しソープ嬢（9月24日）
- 憧れのカフェ店員・あいりさんをダメ元でデートに誘ったら…日帰りデートのはずがホテルに連れ込まれ朝までSEXした話。（10月22日）
- 寝取らせ串刺し輪姦 愛する妻を深奥まで犯し尽くして下さい―。（11月26日）
- 専属華麗美女、「寝堕ちー。」 気づくといつも眠りに堕ちて…人妻わいせつ中出し診察ルーム（12月24日）

2025年
- 「お前の奥さんに恋人のフリをして欲しいんだ…。」親友に懇願されて最愛の妻を貸し出した僕の最悪な結末…。（1月28日）

#### 溜池ゴロー
2018年
- 本番なしのマットヘルスに行って出てきたのは隣家の高慢な美人妻。弱みを握った僕は本番も中出しも強要! 店外でも言いなりの性奴隷にした（5月13日）
- 銀座にあった! 伝説の超高級中出しソープ（6月13日）
- 人妻の妊娠危険日ばかりを狙う顔の見えないレ×プ魔（7月13日）
- 欲求不満な団地妻と孕ませオヤジの汗だく濃厚中出し不倫（8月13日）
- 妻の犯したあやまち…（9月13日）
- 私、実は夫の上司に犯され続けてます…（10月13日）
- 知らなければよかった、夫の連れ子が巨根だったなんて…。（11月13日）
- 格差不倫 ～高嶺の花だった人妻と愛し合った短くも濃密な8日間～（12月13日）

2019年
- 忘年会NTR ～一滴も酒が飲めない妻が上司のお酌を断りきれずに酔わされ中出しされた映像～（1月13日）
- 未だに現役で母さんを抱きまくる僕の絶倫オヤジに嫁が欲情して危険日狙って中出し逆夜這い（2月13日）
- 妻の残業NTRわたし､旦那に嘘をついて残業しています･･･｡ （3月13日）
- 旦那の海外出張中に義弟と求め合い中出しSEXしまくった純愛日記。（4月13日）
- 壁の向こう側NTR 壁のすぐ向こう側で俺の妻が孕まされ続ける一部始終 （5月13日）
- ママ活SNSで出会った高慢な美人妻。旦那とセックスレスで欲求不満をいいことに妹愛用のコスプレを無理やり着せて俺専用中出しメイドにした3日間。（6月13日）
- 夫がいない間の里帰り。偶然出会った幼馴染と背徳の中で濃厚接吻を繰り返し、イッているのに腰を振り続けた2泊3日不倫（7月13日）
- 兄の前では冷たいお義姉さんと実はセフレのツンデレ同居生活（8月13日）
- 下着メーカーで働く妻がパワハラ種付けされていたことを知った妊娠日記（9月13日）
- ソープ嬢の愛人とNGなしでハメまくる非日常フルオプション中出し不倫（10月13日）
- 嫁にチ○ポが大きすぎて入らないと言われたので… 幼馴染人妻にねっちょり子作り中出しのセックスを練習してもらった。（11月13日）
- 幼なじみだった川上奈々美と希島あいりが朝から晩まで中出ししまくりOKな俺の嫁（12月13日）- 共演:川上奈々美[45]

### アダルトVR
2017年
- 希島あいり 濃厚接吻その唇に魅了され（2月2日、ブイワンVR）
- 希島あいり 先生のフェラ。これが大人のワザよ!（2月2日、ブイワンVR）
- 希島あいり 誘惑する下半身（2月6日、ブイワンVR）
- 希島あいり 激イキ! 図書室での秘密の行為（2月17日、ブイワンVR）
- 希島あいり フェラしてあげる あいりが気持ちよくしてあげる（2月17日、ブイワンVR）
- 希島あいり 激SEX 図書室でスリルと興奮の性交（2月17日、ブイワンVR）
- 希島あいり ヌルヌル見せつけローションプレイ（3月1日、ブイワンVR）
- 希島あいり SEX 理性が崩壊するほど激しくして（3月7日、ブイワンVR）
- 希島あいり 連続イカセ（3月7日、ブイワンVR）
- 希島あいり 恥イキ絶頂 誰にも言わないでね…（3月7日、ブイワンVR）
- VR長尺 希島あいり BEST（9月23日、ブイワンVR）※単体ベスト作品

2019年
- 希島あいりがアナタを気持ちよくさせるためだけに誘惑100%VR!! 手の届かない美人系のあいりさんが実はとっても庶民的！？アナタ目線で気持ちいいこと何でもしてくれる高画質VR!!（6月19日、MOODYZ）

2020年
- 希島あいりのスレンダー美乳を堪能!! 巨乳の彼女に振られた僕をちっぱい （小さなオッパイ）でこっそり励ましてくれる隣りの奥さん（4月3日、マドンナ）
- 彼女の姉貴とこっそり危険な中出し性交 絶対にバレてはいけないリスクMAX浮気に躊躇うボクからホヤホヤ精子を強制種搾りSEX!! 希島あいり（5月21日、アイデアポケット）
- マドンナ専属 希島あいり 愛する妻・あいりと一緒に学ぶイチャラブ How to 妊活SEX VR（9月25日、マドンナ）
- 頑張ってるご褒美にいっ～っぱいヌイてあげる パンスト美脚痴上司の射精管理 エロ脚で脚コキ尻コキ! 会社で上司と中出し性交!! 希島あいり（10月22日、アイデアポケット）

2021年
- 【HQ超高画質】プレミアム専属スレンダー美女がハーレム共演! アナタは3姉妹に仕える執事! 全員にシャブられ回されフェラ抜きされた後、怒涛の全員生ハメ挿入で天国or地獄の服従生活が始まる…! 希島あいり 山岸逢花 星奈あい（4月25日、PREMIUM）
- 【HQ超高画質】勇者に唱える復活の呪文! アナタの運命はスケベ聖女次第! 勇ましいチ●ポを前に性欲爆発させる淫乱聖女! 身動き出来ない状態で何度もジュルフェラ・騎乗位中出しされて蘇生できない…! 希島あいり（5月19日、PREMIUM）

2023年
- 【8K×顔面特化VR】 トロけるディープキスSex VR 「メロメロにさせてアゲル…」 希島あいり（9月22日、アイデアポケット）
- パンストを履いた、イイ女に誘われ、痴女られたい。 美脚パンストフェチマニアックス 8K VR 希島あいり（11月17日、アイデアポケット）

2024年
- 8KVR! 2SEX! 6射精! 長尺131分! 希島あいりとイチャラブ汗だく中出し同棲生活 超鮮明で超リアル! かつてないほどの臨場感と没入感! 美人お姉さんと朝から晩までパコパコ大量中出しセックス!（2月9日、アイデアポケット）

### アダルト配信限定
- 配信限定:ナチュポケ REC:希島あいり ハメ撮り IP女優のありのまま解禁（2023年12月29日、アイデアポケット）

### イメージDVD
- Esperanza（エスペランザ）（2011年12月16日、イーネット・フロンティア）
- LAST SUMMER（2013年2月25日、エアーコントロール）
- エロキュート/希島あいり　（2014年2月27日、オルスタックピクチャーズ）
- ときめきパラダイス(かすみTVスペシャル 其の2)KKかすみ航空スチュワーデス物語（2014年2月27日、オルスタックピクチャーズ）※他共演：桜木凛、希志あいの、希崎ジェシカ、初音みのり、かすみ果穂。
- ヴィーナス・フューチャー希島あいり/泣き虫きじー（2014年、つくばテレビ）※他出演：希志あいの、希崎ジェシカ、希美まゆ
- ときめきパラダイス（かすみTVスペシャル 其の3）KKかすみ観光バスガイド物語（2014年3月28日、オルスタックピクチャーズ）※他共演：桜木凛、希志あいの、希崎ジェシカ、初音みのり、かすみ果穂。
- 湯けむりおっぱい 希島あいり（2015年12月26日、オルスタックピクチャーズ）
- VENUS NUDE 進化する美貌と裸体 希島あいり（2016年5月28日、Precious Beauty）※Blu-ray版同時発売
- 妻美喰い〜おねだりワイフ〜 希島あいり（2016年10月29日、オルスタックピクチャーズ）
- Aphrodite（2018年7月1日、ファインピクチャーズ）※Blu-ray版同時発売
- Lover’s Day（2019年7月19日、ファインピクチャーズ）※Blu-ray同時発売

### ミュージックDVD
- 『#Kijimania vol.1』（2017年6月17日、Milky Pop Generation）
- 『#Kijimania vol.2』（2018年7月1日、Milky Pop Generation）

### CD
シングル
- 『君へ届け』（2015年2月4日、Milky Pop Generation、MPCD-15020） - 1stシングル[1]
- 『Scarlet』（2017年10月4日、Milky Pop Generation、MPCD-15024） - 2ndシングル

アルバム
- 『DIARY』（2016年2月3日、Milky Pop Generation、MPAL-25002） - 1stアルバム[1]
- 『Airi Addict』（2020年3月4日、Milky Pop Generation、MPAL-35005）
- 『東京resistance』（2020年12月16日、ブルー・ミュージックエンタテインメント／ポニーキャニオン[46]、QWCB-10036）

## 出演

### テレビ
- あいのエチュード♯12・36・37・40・48（2011年12月・2013年12月・2014年1月・4月・2014年12月、エンタ!959）
- ジョージ・ポットマンの平成史（2012年2月25日、テレビ東京）
- おねだりマスカットSP!（2012年10月6日 - 2013年3月30日、テレビ東京）レギュラー
- プレミアムグラビア #50（2012年12月、エンタ!959）
- パチンコ女学園（2013年7月8日 - 12月16日、テレビ埼玉）レギュラー
- 24時間かすみレディオ2013（2013年9月28-29日 、エンタ!959）
- かすみTVDX（2013年11月5日-2014年1月28日、チバテレビ）
- ヴィーナス・フューチャー #123（2013年、エンタ!959）
- エンタ!959ライブ#11（2013年、エンタ!959）
- 月刊 希島あいり(2014年、エンタ!959）
- 泣き虫きじー(2014年3月16日、エンタ!959）[47]
- 裸美人 #28(2014年4月、エンタ!959）
- かすみレディオ#28(2014年9月、エンタ!959）
- SPICE×BOYS（2014年12月-2015年12月、エンタ!959）レギュラー
- ヨソで言わんとい亭～ココだけの話が聞ける(秘)料亭～（2015年6月、テレビ東京）
- セカンドきっす。(2015年12月、エンタ!959)
- 闇金ウシジマくんSeason3(2016年7月 - 9月 、毎日放送/TBS系) - 奈菜役
- 志村&鶴瓶のあぶない交遊録（2017年1月2日・2018年1月2日、テレビ朝日）
- 新みっひーランド みひなな食堂 #9・#10（2017年1月3日・2月3日初回放送、エンタ!959）
- 長瀬麻美の見まっせがな!#7.#23（2017年3月18日初回放送.2018年、エンタ!959）
- 男のザップ(2017年6月15日、BSスカパー!）
- P-1パチとも倶楽部（2017年11月30日、テレビ大阪）
- 湊、今からだべるってよ #22（2018年2月16日初回放送、エンタ!959）
- 裸美人 #80(2018年8月、エンタ!959）
- 今日のあまつか（2020年1月18日、2月1日、8月2日、エンタ!959）
- きじーとむぎちゃ（2020年4月4日 - 2021年10月2日、エンタ!959）[48]
- 希島さん出番ですよ!（2023年 - 、エンタ!959）
- じっくり聞いタロウ（2024年4月12日、4月19日、6月13日、8月8日[43]、テレビ東京）

### ラジオ
- まだまだゴチャ・まぜっ!〜集まれヤンヤン〜（2012年11月3日 - 2013年4月13日、MBSラジオ）レギュラー（ヤンヤンガールズ4期生）
- 栗山夢衣の初体験ラジオ「ちょ〜ふあんです。」（2014年3月30日・2018年3月25日、調布FM）
- ねむチキ（2022年1月16日・23日・12月11日・18日、TBSラジオ）

### オリジナルビデオ
- 愛裸武戦隊 アイリンジャー（2012年3月2日発売、クロックワークス）※他出演：希崎ジェシカ、森羅万象、亜沙美、穂積あおい
- SEX and the PACHINKO（2012年6月6日レンタル開始、2014年12月15日発売、ラインコミュニケーションズ）
- エクスタシー刑事 特殊能力捜査官 冴子（2015年2月20日、ラインコミュニケーションズ） - 主演・檜山冴子
- 修羅の女（2016年12月2日、オールインエンタテインメント） - 主演・美由紀
- 闇金の女王（2017年3月3日、オールインエンタテインメント） - 主演・飛鳥冬海

### ウェブドラマ
- 特命係長 只野仁 AbemaTVオリジナル2(2018年1月3日、AbemaTV）- 加奈子 役
- 新・嬢王夜曲2　極上キャバ嬢が誘う愛と快感のワナ（2022年7月6日、ネクスタシーEX）キヨミ役[49]
- オンナたちの告白 ～望美～（2023年9月、「オンナたちの告白」製作委員会）- 望美役[50]
- あ・べ・こ・べround3 Hなホンネと理想のカラダ（2024年8月2日、U-NEXTほか）[51]

### インターネット動画・配信
- 第41回京急電鉄社長杯 ニコ生「こんせいそんのスタジオ生放送」（2018年4月26日、ニコニコ生放送）
- SEXY☆MUSIC（2018年8月8日、FRESH LIVE）[52]
- 極楽とんぼのタイムリミット（2020年8月9日、10月11日[53]、11月8日[54]、2021年1月10日[55][56]、8月8日[57]、ABEMA）
- カチコチTV（2021年8月27日、9月3日、2022年5月27日、6月3日、FANZA見放題chライト）
- 給与明細（2021年9月20日[58]、ABEMA）
- ロンドンハーツABEMA特別編（2022年5月31日、ABEMA）アンケート協力[59]
- 愛のハイエナ（2025年1月14日 - 2月4日[60]、ABEMA）[61]

### インターネットラジオ
- 希島あいりと声で繋がる『きじラジッ★!』（2019年7月15日 - 、ラジオクロニクル）[62]

### 携帯サイト
- ヤングチャンピオン『バストヴィーナス』にてグラビア掲載

### 映画
- リップヴァンウィンクルの花嫁（2016年3月26日公開、東映）
- 身体を売ったらサヨウナラ（2017年7月1日公開）

- 痴漢電車 マン淫夢ごこち（2016年12月30日公開、OP PICTURES）- 日高麻美 役
  - 方舟の女たち（2017年7月8日、OP PICTURES） - 日高麻美 役[63]※R-15編集版
- 人妻の湿地帯 舌先に乱されて（2020年1月24日、オーピー映画）[64]- 葛城陽子 役
- 人妻一番!二人きりトゥナイト（2021年3月12日、オーピー映画）[65]- 相沢真夏 役
- 悶々法人 バリキャリ男喰い（2022年3月11日、オーピー映画）- 華子 役
- みちるさんがやってくる（2023年12月1日、オーピー映画）- みちるさん 役[66]
- ぼくの年上の女（2024年11月30日、オーピー映画）- 喜多條美咲 役[67]

### オリジナルビデオ
- 新・嬢王夜曲 野望と愛欲に踊るキャバ嬢たち（2021年9月3日、竹書房、山内大輔監督、※他出演：逢見リカ、及川大智、安藤ヒロキオ）[68]

### ライブ

#### ワンマンライブ
- 希島あいり1stワンマンライブ『#KIJIMANIA★vol.1』（2017年3月5日、J-SQUARE SHINAGAWA）
- 希島あいり2ndワンマンライブ『#KIJIMANIA vol.2』（2018年4月1日、初台DOORS）
- 希島あいり3rdワンマンライブ『#KIJIMANIA vol.3』（2019年5月26日、初台DOORS）
- 希島あいり4thワンマンライブ『#KIJIMANIA vol.4』（2023年6月21日、東京・初台TheDOORS）[23]
- 希島あいり Birthday LIVE 2023（2023年12月5日、東京・世田谷GEMINI Theater）[25]
- 月で逢いましょう vol.89（2024年3月28日、東京・三軒茶屋グレープフルーツムーン）[27]
- 月で逢いましょう vol.98（2024年7月18日、東京・三軒茶屋グレープフルーツムーン）[29]

#### 音楽フェス・イベント
2014年
- 『Milgene Sonic!』（2014年7月26日、新宿MARZ）ゲスト出演
- 『みるじぇねプラグレスLIVE vol.2』（2014年10月11日、新宿LEFKADA）ゲスト出演

2015年
- 『ミルジェネ音楽祭』（2015年1月31日、新宿MARZ）
- 『AiLi生誕祭 ～みなさんのおかげです。～』（2015年3月14日、初台DOORS）
- 『みるじぇねプラグレスLIVE vol.3』（2015年3月29日、新宿LEFKADA）
- 『Hatsudai Girl's Party！』（2015年4月10日、初台DOORS）
- 『POWER POP! POWER LIVE!!～15％増量～』（2015年6月12日、横浜O-SITE）
- 『最初で最後！初マス！ゴウマンなワンマンLIVE』（2015年6月20日、BERG AND WEST）
- 『Milgene Sonic! 2015』（2015年7月4日、新宿MARZ）
- 『LADY MADONNA vol.1』（2015年8月31日、恵比寿club aim）
- 『MILGENE ACOUSTIC LIVE #4』（2015年9月12日、J-SQUARE SHINAGAWA）

2016年
- 『みるじぇね新年会2016』（2016年1月23日、新宿MARZ）
- 『MILGENE ACOUSTIC LIVE #5』（2016年3月11日、J-SQUARE SHINAGAWA）
- 『MilGene Jazz Quartet LIVE』（2016年5月1日、J-SQUARE SHINAGAWA）
- 『LADY MADONNA vol.3』（2016年5月27日、恵比寿club aim）
- 『Milgene Sonic! 2016』（2016年7月31日、下北沢GARDEN）
- 『MilGene Jazz Quartet LIVE 2』（2016年9月4日、J-SQUARE SHINAGAWA）
- 『LADY MADONNA ～All you need is sexy idol～』（2016年10月13日、CLUB CITTA'川崎）
- 『MilGene Jazz Quartet LIVE #3』（2016年11月19日、J-SQUARE SHINAGAWA）
- 『SEXY-J "dream christmas" 2016』（2016年12月15日、新宿ReNY）

2017年
- 『みるじぇね新年会2017』（2017年1月28日、下北沢GARDEN）
- 『〜Starting Over〜 瑠川リナ LAST LIVE』（2017年2月23日、六本木morph-tokyo）
- 『MilGene PREMIERE LIVE 2』（2017年6月17日、J-SQUARE SHINAGAWA）
- 『Milgene Sonic! 2017』（2017年7月30日、下北沢GARDEN）
- 『MilGene Princess Night』（2017年9月2日、J-SQUARE SHINAGAWA）
- 『AURORA DEUL BATTLE ライブ』（2017年10月6日、六本木Club EDGE）
- 『LADY MADONNA 拡大版』（2017年10月19日、CLUB CITTA'川崎）
- 『MilGene PREMIERE LIVE 3』（2017年11月11日、J-SQUARE SHINAGAWA）
- 『楽演祭vol.2』（2017年12月12日、池袋Live inn ROSA）

2018年
- 『ミルジェネ新年会2018』（2018年1月28日、下北沢GARDEN）
- 『楽演祭vol.3』（2018年2月14日、池袋Live inn ROSA）
- 『音楽食べちゃいましたVOL.56』（2018年2月23日、東高円寺U.F.O. CLUB）
- 『24HOUR LIVE 〜24時間ライブ 愛で僕たちを救ってください〜』（2018年4月22日、渋谷GARRET）
- 『WWJ11th』（2018年6月2日、名古屋club buddha）
- 『楽演祭vol.4』（2018年6月6日、池袋Live inn ROSA）
- 『Milgene Sonic! 2018』（2018年7月1日、下北沢GARDEN）
- 『幻想卍シンフォニズム』（2018年7月14日、新宿LEFKADA）
- 『TOKYO IDOL FESTIVAL TIFもハジける!スパークリングNIGHT!!』（2018年8月3日、フジテレビ湾岸スタジオM2）
- 『楽演祭vol.5』（2018年8月29日、池袋Live inn ROSA）
- 『LADY MADONNA仙台』（2018年9月29日、club SHAFT）
- 『美女と野獣 vol.2』（2018年10月17日、六本木BIRDLAND）
- 『LADY MADONNA 拡大版』（2018年10月23日、CLUB CITTA'川崎）
- 『楽演祭ハロウィンSP』（2018年10月31日、池袋Live inn ROSA）
- 『MilGene PREMIERE LIVE 5』（2018年11月14日、初台DOORS）

2019年
- 『ミルジェネ新年会2019』（2019年1月15日、新宿BLAZE）
- 『楽演祭vol.7』（2019年2月13日、池袋Live inn ROSA）
- 『MilGene PREMIERE LIVE 6』（2019年2月19日、初台DOORS）
- 『美女と野獣 vol.8』（2019年3月21日、六本木BIRDLAND）
- 『楽演祭vol.8』（2019年4月17日、池袋Live inn ROSA）

2024年
- 『LADY MADONNA 拡大版 2024』（11月21日、川崎 CLUB CITTA'）[69]

2025年
- LADY MADONNA Vol.18（2025年3月27日、青山RizM）[35]

### 舞台
- 『FRIDAY the 13th. 〜週末の13怪談〜』（2018年6月5-10日、中野劇場HOPE）
- 『世界を終わりに近づける愛の魔法』（2018年9月4-9日、下北沢 劇 小劇場）
- 『劇団虚幻癖「GHOSTMIX3」』（2019年1月30-2月3日、大塚萬劇場）

### 写真展
- 「希島あいり×福島裕二写真展」（2019年4月17-28日、ギャラリー・ルデコ5・6F）

### イベント
- FAKEOUT@渋谷109MEN'S 　店頭販売イベント（2012年3月4日/5月5日）
- 新宿プロレスにてラウンドガール（2013年1月19日）
- 朗読イベント『表参道文學』一周年記念特別号（2018年7月6日、六本木BIRDLAND）[70]
- 西野翔のSHOWROOM 〜Birthday Special〜2018（2018年7月8日、club malcolm）
- 表参道文學 単独朗読会 希島あいりの回 其の一（2018年9月24日、NOSE art garage）
- 栗山夢衣がママを務めるスナック「スナック夢栗」ゲスト出演（2018年10月13日、KARAOKE PUBふじ）
- 表参道文學 朗読劇 聖なる月の回 with大島丈（2018年12月7日、NOSE art garage）
- DMMオンラインサロン開局記念トークショー Vol.2（2024年3月14日、新宿ロフトプラスワン）[71]

### ゲーム
- 新宿スカウトバトル（2019年12月2日、DMM GAMES）- 弁護士兼代議士秘書・希島あいり役[72]

### パチンコ
- CRジューシーハニー（2014年12月、サンセイアールアンドディ）
- PジューシーハニーH（ハーレム）（2023年5月、サンセイアールアンドディ）

### その他
- フォトジェニックジャパンコンテスト2012 準グランプリ
- 「Danelectro」エレキギター モニターアーティスト

## 書籍

### 写真集
- Afresh 希島あいり写真集（2013年7月2日、光文社、撮影:Nozawa Hironobu）ISBN 978-4-334-90192-9
- 希島あいり写真集『I RECOLLECTION』（2019年4月13日、撮影:福島裕二）【クラウドファンディング限定】- 支援者に進呈および写真展会場にて限定発売
- 起きたらおはようください♡ 希島あいり写真集（2022年11月25日、竹書房、撮影:スズキタカヒロ）ISBN 978-4-8019-3345-3
- ただいま 希島あいり写真集（2024年1月26日、竹書房、撮影：田村浩章）ISBN 978-4-8019-3844-1

### デジタル写真集
2017年
- ギリギリ★あいどる倶楽部 「果てしない欲望」 希島あいり デジタル写真集（3月4日、ピンク倶楽部）

2019年
- 希島あいり おかえりなさい未熟妻（6月24日、小学館、撮影：西田幸樹）[73]
- Lover’s Day デジタル写真集 希島あいり（7月12日、ファインピクチャーズ、撮影：河本広幸）

2021年
- AIRI（5月13日、FANZA BEAUTY COLLECTION）
- 11月19日はいい熟女の日熟女人妻キャンペーン熟女人妻スナックグラビア（10月29日、FANZA BEAUTY COLLECTION）
- We are IdeaPocket! Special Photo Book（11月11日、FANZA BEAUTY COLLECTION）
- 歳末新春SUPERキャンペーン せくしーこれくしょん（12月15日、FANZA BEAUTY COLLECTION）

2022年
- ＃Escape 希島あいり（3月25日、ジーオーティー、撮影：manimanium）[74]
- 11月19日はいい熟女の日 熟女人妻キャンペーン スペシャルおうちグラビア（10月18日、FANZA BEAUTY COLLECTION）

2023年
- ＃LadyMary 希島あいり（2月1日、ジーオーティー、撮影：manimanium）[75]
- We are IdeaPocket! Special Photo Book 2023（2月4日、FANZA BEAUTY COLLECTION）
- 春のパンツまつり2023 Photo Book（3月31日、FANZA BEAUTY COLLECTION）

2024年
- 希島あいり Dearest FRIDAYデジタル写真集（3月15日、講談社、撮影：篠原潔）[76]
- 春のパンツまつり2024 Photo Book（3月29日、FANZA BEAUTY COLLECTION）
- We are IdeaPocket! Special Photo Book 2024（5月17日、FANZA BEAUTY COLLECTION）

### 単行本
- 彼女のリアル ドラマチックじゃないなんて知ってた 希島あいりの恋とセックス（2023年10月14日、河出書房新社）ISBN 978-4-309-03148-4 - 原作担当。高井うしお執筆[39]。

### 雑誌
- バイキチ（2011年10月号/12月号、イージーパブリッシング）- 表紙、巻頭グラビア
- Bejean（2012年3月号、ジーオーティー） - 表紙、巻頭グラビア
- Bejeanコラム「KIJIMAGAJINE」（2012年4月号 - 2013年3月号、ジーオーティー）
- べっぴんDMM（2012年4月号）アイドル「立ちそば」探訪
- PRIMARY（2012年5月号、イージーパブリッシング） - モデル
- FLASH（2013年6月25日号） ‐ グラビア
- 週刊現代（2013年8月31日号） ‐ グラビア
- べっぴんDMM(2013年11月・12月号、ジーオーティー）…コラム「かすみ果穂のちょっとそこまで一緒にぶらりイッちゃお」。
- 極上人妻DX（2016年9月号・2017年9月号、三和出版） - 表紙、巻頭グラビア
- 週刊ポスト(2019年6月24日号、小学館) - 表紙、巻頭グラビア
- Mrs.DVD(2021年5月号、三和出版) - 表紙・巻頭グラビア
- 月刊アームズマガジン(2022年6月号) - 表紙、巻頭グラビア

## 製品

### トレーディングカード
2022年
- AVC ジューシーハニー コレクションカード PLUS ＃15  三上悠亜 楪カレン 希島あいり 河北彩花（8月27日、株式会社ミント）
- Girl’s Party Collection ～THE FAN♡FUN TRUMP～ 第3弾（12月23日、Girl‘s Party Collection）

2023年
- Girl’s Party Collection ～THE FAN♡FUN TRUMP～ 第4弾（4月15日、Girl‘s Party Collection）
- AVC ジューシーハニー コレクションカード LUXURY EDITION 2024 miru 伊藤舞雪 希島あいり 浜崎真緒（12月23日、株式会社ミント）

### カレンダー
- 希島あいり 2016年カレンダー（2015年10月31日、トライエックス）
- 希島あいり 2023年カレンダー（2022年10月1日、SUNCARAT）
- 希島あいり 2023年卓上カレンダー（2022年10月1日、SUNCARAT）
- 希島あいり 2024年カレンダー（2023年12月9日、SUNCARAT）
- 希島あいり 2024年卓上カレンダー（2023年12月9日、SUNCARAT）

### アパレル関連
2020年
- 希島あいり サードワンマン 法被（9月15日、MilkyPopGeneration）
- 希島あいり サードワンマン リストバンド（9月15日、MilkyPopGeneration）
- 希島あいり サードワンマン 手拭い（9月15日、MilkyPopGeneration）

2023年
- 【buggy × 希島あいり】Sexy Legs Breast Pocket TEE（5月、fempass BeV）
- 【buggy × 希島あいり】Kijima × David Statue TEE BLACK（5月、fempass BeV）
- 【buggy×希島あいり】Kijima × David Statue TEE WINERED（9月1日、fempass BeV）

### その他グッズ
- PLAMAX Naked Angel 1/20 希島 あいり（2020年5月28日、マックスファクトリー）※フィギュア
- 【buggy×希島あいり】 ACRYLIC KEYCHAIN（9月1日、fempass BeV）※アクリルキーチェーン
- 【buggy×希島あいり】 STICKER SET（9月1日、fempass BeV）※ステッカーセット